# Strážkovice
Strážkovice är en ort i Tjeckien.   Den ligger i regionen Södra Böhmen, i den södra delen av landet, 130 km söder om huvudstaden Prag. Strážkovice ligger 541 meter över havet och antalet invånare är 342.
Terrängen runt Strážkovice är huvudsakligen platt. Strážkovice ligger uppe på en höjd.Runt Strážkovice är det ganska tätbefolkat, med 86 invånare per kvadratkilometer. Närmaste större samhälle är České Budějovice, 10,8 km nordväst om Strážkovice. I omgivningarna runt Strážkovice växer i huvudsak blandskog.